# 郑州城隍庙
郑州城隍庙，位于河南省郑州市商城路东段路北，是一座道教宫观。也是河南省目前规模较大、保存完好的明清古建筑群之一。

## 历史
郑州城隍庙位于郑州市商城路北，职工路（原名城隍庙街）北端。郑州城隍庙原名“城隍灵佑侯庙”。建于明朝初年。民国《郑县志》记载，明朝弘治十四年（1501年）知州石纯粹，嘉靖六年（1527年）知州刘汝，隆庆四年（1570年）知州李时选均曾经重修。清朝康熙三十年（1691年）知州陈一魁、康熙五十三年（1714年）知州张，乾隆五年（1740年）知州张钺，光绪十六年（1890年）知州吴荣棨也曾经重修。
郑州城隍庙供奉的城隍是汉朝刘邦手下大将纪信。明太祖规定各府、州、县的城隍封号，敕封郑州城隍为“灵佑侯”，并且建庙祈祀。
1963年6月20日，河南省人民委员会将郑州城隍庙公布为河南省文物保护单位。中华人民共和国改革开放后，人民政府拨款整修，并重塑城隍金身。
2015年3月，第十二届全国政协委员、中国道教协会副会长、北京市道教协会会长黄信阳在中国人民政治协商会议第十二届全国委员会第三次会议上提交提案，建议将郑州城隍庙开放为道教活动场所。

## 建筑
郑州城隍庙坐北朝南，原来占地面积约10亩。主要建筑沿南北中轴线排列：
- 山门：面阔三间，进深两间，绿琉璃瓦悬山顶，檐下施三昂七踩斗拱，三幅云昂嘴，象鼻状耍头。斗拱后尾平插垂莲柱，垂莲柱上连有金枋，柱上端直承上金檩。明间前后立有4根石柱，周围是木柱，中间是木制通柱，平面都是小八角形。实榻大门三合，装在通柱上。门前砌有扇面形垂带踏跺6级，左右立有一对石狮。[2]
- 过庭：距离山门10多米。面阔三间，进深两间，灰筒瓦硬山顶。正脊两端有大吻，中部饰有二龙戏珠和宝瓶，下面有浮雕人物，中间为神像，两侧各有一对骑士追逐相斗。垂脊上有龙、凤、花，配有狮子滚绣球、海马、狎鱼等脊兽。檐下施一斗二升斗拱。山墙下砌有弧形墀头，下部雕砖有麒麟、花草、须弥座。[2]
- 戏楼：又称乐楼，与过庭相距很近。面阔三间，进深两间，歇山式双层楼阁，高12米多。主楼居中，左右檐下配有歇山式边楼，翼角上下错落重叠。主楼前后带有抱厦，前抱厦有2根平面为小八角形的石柱支撑，石柱上刻对联：“传出幽明报应彰天道，演来生死轮回醒世人。”后抱厦是垂花门式。全楼共19条屋脊，置有大吻脊兽，蓝绿琉璃脊饰。[2]
- 大殿：位于戏楼以北20多米。面阔三间，进深三间，绿琉璃瓦单檐歇山顶，脊饰黄绿琉璃。正脊两端有大吻，脊上有龙、凤、牡丹，脊中有狮子宝瓶，两侧有小宝瓶。垂脊、戗脊有花卉、卷草等等图案，并有狮子等脊兽。檐下施垂昂五踩斗拱，五角形昂嘴。前檐明间施两攒溜金斗拱，把臂厢拱角科。殿内是九檩前后廊式柱梁结构。殿前、殿后的明间均有4扇六抹槅扇，殿前次间有正搭斜交凌花式槛窗。檐下垫拱板上的彩画为八仙过海、二十四孝等内容。殿前有月台。[2]
- 寝宫：位于大殿以北20米。由拜厦、寝殿组成，中间有地沟相隔。寝殿面阔五间，进深三间，悬山顶。寝殿前有拜厦，面阔五间，进深四架椽，卷棚顶。屋面都覆绿琉璃瓦，脊饰黄绿花色琉璃。寝殿正脊两端有2米高的大吻，中央饰有重檐歇山顶楼阁，脊两侧有双龙戏珠、凤穿牡丹，垂脊雕有石榴、羽人、花卉等图案。檐下施三昂七踩斗拱，象鼻状的昂嘴和耍头，斗拱后尾平插垂柱。檐下垫拱板上的彩画为鲤鱼跳龙门、凤戏牡丹、喜鹊闹梅、龙虎相斗、松鹤延年、狮子滚绣球等内容。殿前明间、次间有六抹槅扇，梢间有正搭斜交凌花式槛窗。[2]

庙内原有碑刻，包括明朝初年郑州同知张大猷草书石碑《福赞》、《寿赞》两通。《福赞》碑高1.88米，宽0.83米；《寿赞》碑高1.81米，宽0.8米。现仅存《福赞》碑。

## 庙会
如今，郑州城隍庙每年农历三月十八日起举办庙会。庙会的兴起当在该庙建成时，会期从农历三月初一至三月二十八日。民国五年（1916年）《郑县志》记载：“庙会最盛，自十五日起，士女答赛拈香，或奠献花果，或恭悬匾额，或割股披红，或枷锁伏罪，并有卖买赶趣，香茶细果，酒中所需。凡儿童玩物，例如彩妆傀儡、莲船战马、饧笙鼗鼓、枪刀剑戟、零碎戏具，在在成市。至一切耕具农器，尤属色色俱备。”1950年代以前，城隍庙庙会期间，地方上会组织演戏、玩社火等等，以娱城隍神灵。农历三月十八日传说是“城隍灵佑侯圣诞”，那天的庙会最盛，周边民众纷纷前来进香祈福，有的子女为父母、媳妇为公婆行孝，用竹篾秫杆做成三角枷套在脖子上，给城隍烧香磕头以赎罪。庙会期间，各种生意十分兴隆，还有各种曲艺、杂技等表演。1980年代以后，随着各种商场和批发市场的发展，城隍庙庙会的经济功能逐渐衰退。但城隍庙庙会仍延续至今，一年一度举办，每年农历三月十八日起，延续十余天。